# Heriberto Navarrete Flores
Mayor Heriberto Navarrete Flores (Etzatlán, Jalisco, 16 de marzo de 1903-Guadalajara, 21 de agosto de 1987) fue un sacerdote jesuita. Luchó en la guerra cristera antes de ordenarse sacerdote y es autor del libro de memorias: «Por Dios y Por La Patria».

## Biografía
Nació en Etzatlán, Jalisco, el 16 de marzo de 1903. Desde 1910 vivió en Guadalajara. En 1920 ingresó a la ACJM (Asociación Católica de la Juventud Mexicana) siendo amigo cercano del licenciado Anacleto González Flores, beatificado por la Iglesia católica.
Secretario General de la "U" (Unión Popular en Jalisco) es hecho prisionero en México el 2 de abril de 1927 y deportado a las Islas Marias hasta finales del mes de julio de ese año. Se incorporó a las filas de los católicos insurrectos en septiembre de 1927 hasta julio de 1929 fue asistente del General Enrique Gorostieta Velarde. Ese año se integró a la vida civil en la Ciudad de México, por consejo de un General en su natal Guadalajara, que de quedarse a vivir ahí, sería ejecutado en venganza por gente cercana al Gobierno de Plutarco Elías Calles. El 2 de octubre de 1933, ingresó a la Compañía de Jesús y pronunció votos perpetuos el 3 de octubre de 1935.
Fue rector de la Escuela Carlos Pereyra, un colegio jesuita en Torreón, de 1954 a 1960.